# Banasa calva
Banasa calva är en insektsart som först beskrevs av Thomas Say 1832.  Banasa calva ingår i släktet Banasa och familjen bärfisar. Inga underarter finns listade i Catalogue of Life.